# Glenn Cornick
Glenn Cornick, vlastním jménem Glenn Douglas Barnard (23. dubna 1947 v Barrow-In-Furness, Cumbria – 28. srpna 2014) byl prvním baskytaristou ve skupině Jethro Tull. Ze skupiny odešel v roce 1970, po vydání alba Benefit. Toho roku založil skupinu Wild Turkey, která se rozpadla v roce 1974. Cornick se stal členem německé kapely Karthago, se kterou nahrál jedno album a brzy přešel ke skupině Paris. Skupina se rozpadla roku 1977 a v tom roce svou hudební činnost přerušil také Cornick. Vrátil se v roce 1996 jako člen obnovených Wild Turkey. Později hrál například na albu To Cry You a Song: A Collection of Tull Tales věnovaném skupině Jethro Tull. Zemřel na selhání srdce v roce 2014 na Havaji ve věku 67 let.

## Discografie

### sJethro Tull
- This Was (1968)
- Stand Up (1969)
- Benefit (1970)
- Living in the Past (1972) − obsahuje nahrávky z dřívějších alb.

### sWild Turkey
- Battle Hymn (1971)
- Turkey (1972)
- Stealer of Years (1996)
- Final Performance (2000)
- Live in Edinburgh (2001)

### sKarthago
- Rock'N'Roll Testament (1975)

### sParis
- Paris (1975)
- Big Towne, 2061 (1976)